# Bibarba bibarba
Bibarba bibarba es una especie de peces de la familia Cobitidae en el orden de los Cypriniformes.

## Morfología
• Los machos pueden llegar alcanzar los 5,5 cm de longitud total.
- Número de  vértebras: 43.[1][2]

## Hábitat
Vive en zonas de clima tropical.

## Distribución geográfica
Se encuentra en la China.